# 1910年
1910年（1910 ねん）は、西暦（グレゴリオ暦）による、土曜日から始まる平年。明治43年。

## 他の紀年法
- 干支 : 庚戌
- 日本（月日は一致）
  - 明治43年
  - 皇紀2570年
- 中国
  - 清 : 宣統元年11月20日 - 宣統2年11月30日
- 朝鮮（月日は一致）
  - 大韓帝国 : 隆熙4年1月1日 - 8月29日
  - 檀紀4243年
- ベトナム
  - 阮朝 : 維新3年11月20日 - 維新4年11月30日
- 仏滅紀元 : 2452年閏9月5日 - 2453年10月1日
- ヒジュラ暦(イスラム暦）: 1327年12月19日 - 1328年12月28日
- ユダヤ暦 : 5670年4月20日 - 5671年3月30日
- 修正ユリウス日(MJD)：18672 - 19036
- リリウス日(LD)：119513 - 119877

※檀紀は、大韓民国で1948年に法的根拠を与えられたが、1962年からは公式な場では使用されていない。

## カレンダー
| 1月 |    |    |    |    |    |    |
| 日  | 月 | 火 | 水 | 木 | 金 | 土 |
|     |    |    |    |    |    | 1  |
| 2   | 3  | 4  | 5  | 6  | 7  | 8  |
| 9   | 10 | 11 | 12 | 13 | 14 | 15 |
| 16  | 17 | 18 | 19 | 20 | 21 | 22 |
| 23  | 24 | 25 | 26 | 27 | 28 | 29 |
| 30  | 31 |    |    |    |    |    |
|     |    |    |    |    |    |    |

| 2月 |    |    |    |    |    |    |
| 日  | 月 | 火 | 水 | 木 | 金 | 土 |
|     |    | 1  | 2  | 3  | 4  | 5  |
| 6   | 7  | 8  | 9  | 10 | 11 | 12 |
| 13  | 14 | 15 | 16 | 17 | 18 | 19 |
| 20  | 21 | 22 | 23 | 24 | 25 | 26 |
| 27  | 28 |    |    |    |    |    |
|     |    |    |    |    |    |    |

| 3月 |    |    |    |    |    |    |
| 日  | 月 | 火 | 水 | 木 | 金 | 土 |
|     |    | 1  | 2  | 3  | 4  | 5  |
| 6   | 7  | 8  | 9  | 10 | 11 | 12 |
| 13  | 14 | 15 | 16 | 17 | 18 | 19 |
| 20  | 21 | 22 | 23 | 24 | 25 | 26 |
| 27  | 28 | 29 | 30 | 31 |    |    |
|     |    |    |    |    |    |    |

| 4月 |    |    |    |    |    |    |
| 日  | 月 | 火 | 水 | 木 | 金 | 土 |
|     |    |    |    |    | 1  | 2  |
| 3   | 4  | 5  | 6  | 7  | 8  | 9  |
| 10  | 11 | 12 | 13 | 14 | 15 | 16 |
| 17  | 18 | 19 | 20 | 21 | 22 | 23 |
| 24  | 25 | 26 | 27 | 28 | 29 | 30 |
|     |    |    |    |    |    |    |

| 5月 |    |    |    |    |    |    |
| 日  | 月 | 火 | 水 | 木 | 金 | 土 |
| 1   | 2  | 3  | 4  | 5  | 6  | 7  |
| 8   | 9  | 10 | 11 | 12 | 13 | 14 |
| 15  | 16 | 17 | 18 | 19 | 20 | 21 |
| 22  | 23 | 24 | 25 | 26 | 27 | 28 |
| 29  | 30 | 31 |    |    |    |    |
|     |    |    |    |    |    |    |

| 6月 |    |    |    |    |    |    |
| 日  | 月 | 火 | 水 | 木 | 金 | 土 |
|     |    |    | 1  | 2  | 3  | 4  |
| 5   | 6  | 7  | 8  | 9  | 10 | 11 |
| 12  | 13 | 14 | 15 | 16 | 17 | 18 |
| 19  | 20 | 21 | 22 | 23 | 24 | 25 |
| 26  | 27 | 28 | 29 | 30 |    |    |
|     |    |    |    |    |    |    |

| 7月 |    |    |    |    |    |    |
| 日  | 月 | 火 | 水 | 木 | 金 | 土 |
|     |    |    |    |    | 1  | 2  |
| 3   | 4  | 5  | 6  | 7  | 8  | 9  |
| 10  | 11 | 12 | 13 | 14 | 15 | 16 |
| 17  | 18 | 19 | 20 | 21 | 22 | 23 |
| 24  | 25 | 26 | 27 | 28 | 29 | 30 |
| 31  |    |    |    |    |    |    |
|     |    |    |    |    |    |    |

| 8月 |    |    |    |    |    |    |
| 日  | 月 | 火 | 水 | 木 | 金 | 土 |
|     | 1  | 2  | 3  | 4  | 5  | 6  |
| 7   | 8  | 9  | 10 | 11 | 12 | 13 |
| 14  | 15 | 16 | 17 | 18 | 19 | 20 |
| 21  | 22 | 23 | 24 | 25 | 26 | 27 |
| 28  | 29 | 30 | 31 |    |    |    |
|     |    |    |    |    |    |    |

| 9月 |    |    |    |    |    |    |
| 日  | 月 | 火 | 水 | 木 | 金 | 土 |
|     |    |    |    | 1  | 2  | 3  |
| 4   | 5  | 6  | 7  | 8  | 9  | 10 |
| 11  | 12 | 13 | 14 | 15 | 16 | 17 |
| 18  | 19 | 20 | 21 | 22 | 23 | 24 |
| 25  | 26 | 27 | 28 | 29 | 30 |    |
|     |    |    |    |    |    |    |

| 10月 |    |    |    |    |    |    |
| 日   | 月 | 火 | 水 | 木 | 金 | 土 |
|      |    |    |    |    |    | 1  |
| 2    | 3  | 4  | 5  | 6  | 7  | 8  |
| 9    | 10 | 11 | 12 | 13 | 14 | 15 |
| 16   | 17 | 18 | 19 | 20 | 21 | 22 |
| 23   | 24 | 25 | 26 | 27 | 28 | 29 |
| 30   | 31 |    |    |    |    |    |
|      |    |    |    |    |    |    |

| 11月 |    |    |    |    |    |    |
| 日   | 月 | 火 | 水 | 木 | 金 | 土 |
|      |    | 1  | 2  | 3  | 4  | 5  |
| 6    | 7  | 8  | 9  | 10 | 11 | 12 |
| 13   | 14 | 15 | 16 | 17 | 18 | 19 |
| 20   | 21 | 22 | 23 | 24 | 25 | 26 |
| 27   | 28 | 29 | 30 |    |    |    |
|      |    |    |    |    |    |    |

| 12月 |    |    |    |    |    |    |
| 日   | 月 | 火 | 水 | 木 | 金 | 土 |
|      |    |    |    | 1  | 2  | 3  |
| 4    | 5  | 6  | 7  | 8  | 9  | 10 |
| 11   | 12 | 13 | 14 | 15 | 16 | 17 |
| 18   | 19 | 20 | 21 | 22 | 23 | 24 |
| 25   | 26 | 27 | 28 | 29 | 30 | 31 |
|      |    |    |    |    |    |    |

## できごと

### 1月
- 1月1日 - 種痘法施行
- 1月21日 - 日露両国は米国提案の南満洲鉄道中立化案を拒否
- 1月23日 - 逗子開成中学の生徒ら12名が乗ったボートが遭難し全員死亡（真白き富士の根）
- 1月28日 - フランスのパリでセーヌ川が氾濫、大洪水が起こる

### 2月
- 2月14日 - 伊藤博文暗殺事件の犯人である安重根に死刑判決（処刑3月26日）

### 3月
- 3月1日 - 中央倶楽部結成
- 3月1日 - グレート・ノーザン鉄道ウェリントン雪崩事故おこる
- 3月10日 - 箕面有馬電気軌道（後の阪急電鉄）が梅田〜宝塚間・石橋〜箕面間で開業
- 3月12日 - 暴風雪により、千葉県銚子市沖から茨城県鹿嶋市沖の鹿島灘にかけて、出漁中の漁船100隻以上が遭難し、900人以上が死亡[1]。
- 3月13日 - 立憲国民党結成（憲政本党・又新会・無名会などが合同）

### 4月
- 4月1日 - 文芸誌「白樺」創刊（武者小路実篤・志賀直哉ら）
- 4月15日 - 京阪電気鉄道本線の大阪天満橋〜京都五条間が開業
- 4月15日 - 帝国海軍第六号潜水艇が山口県新湊沖にて潜航演習中に沈没（佐久間勉以下14名全員死亡）
- 4月16日 - 清が幣制則例を制定（銀本位制の導入）
- 4月16日 - 静岡瓦斯設立
- 4月23日 - ブリュッセル万国博覧会開催（〜11月7日）

### 5月
- 5月1日 - 文芸誌「三田文学」創刊（永井荷風）
- 5月3日 - 青森大火が発生（全市焼失）
- 5月6日 - 英王エドワード7世崩御 - ジョージ5世即位
- 5月10日 - サッカーイタリア代表が初の国際試合を行い、フランスに6-2で勝利。
- 5月14日 - 日英博覧会開催（ - 10月29日）
- 5月19日 - 地球がハレー彗星の尾の中を通過（欧米では18日）
- 5月23日 - （旧）四国借款団（英・米・独・仏）が成立、清は粤漢鉄道と川漢鉄道の国有化のため600万ポンドを借り受ける
- 5月25日 - 大逆事件: 宮下太吉・新村忠雄ら検挙
- 5月30日
  - 寺内正毅陸相が韓国統監を兼任
  - 東京競馬倶楽部設立
- 5月31日 - 英自治領として南アフリカ連邦成立

### 6月
- 6月1日 - 大逆事件: 幸徳秋水・管野スガら検挙
- 6月12日 - 宇高連絡船開業
- 6月14日 - 柳田國男「遠野物語」
- 6月14日 - エディンバラ宣教会議開始（23日まで）
- 6月25日 - 有楽町駅開業

### 7月
- 7月4日 - 第二次日露協約調印
- 7月14日 - 尋常小学読本唱歌発行

### 8月
- 8月 - 福井城址にあった農業試験場にて1905年に全滅したとされているニホンオオカミが撲殺されたという記録がある（詳しくはニホンオオカミを参照）。
- 8月8日 - 明治43年の大水害
- 8月10日 - 早川の大洪水[2]。大雨により東海道全域に被害[3]。
- 8月22日 - 韓国併合: 日韓併合条約調印
- 8月28日 - モンテネグロ公国が王政へ移行（モンテネグロ王国の成立）。
- 8月29日 - 韓国併合: 朝鮮総督府設置（韓国統監府改組）

### 9月
- 9月14日 - 千里眼公開実験（福来友吉・御船千鶴子ら）
- 9月15日 - 呉服橋駅（東京駅の仮駅）開業

### 10月
- 10月1日 - 九広鉄路英段通車。
- 10月4日 - ポルトガル王国で革命が起こり第一共和政成立（国王マヌエル2世は英国へ亡命）
- 10月18日 -エレフテリオス・ヴェニゼロスがギリシャ王国首相に就任
- 10月23日 - タイ国王ラーマ5世崩御 - ラーマ6世即位

### 11月
- 11月3日 - 帝国在郷軍人会発足（会長寺内正毅）
- 11月4日 - 江ノ島電鉄線藤沢駅・鎌倉(小町)駅間全線開通
- 11月16日 - 不二家開業
- 11月20日 - メキシコ革命: マデロが蜂起
- 11月29日 - 白瀬矗らが南極探険に出発

### 12月
- 12月10日 - 大逆事件: 大審院第1回公判（非公開）
- 12月13日 - 鈴木梅太郎が世界初のビタミンであるアベリ酸の発見を発表
- 12月19日 - 徳川好敏大尉（アンリ・ファルマン複葉機）日野熊蔵大尉（グラーデ単葉機）日本初の動力飛行
- 12月20日 - 第27議会召集

### 日付不詳
- アーサー・エドワード・ウェイト『タロット図解』
- ルドルフ・ヒルファーディング『金融資本論』
- ライナー・マリア・リルケ『マルテの手記』
- 現在の函館中華会館が完成
- 足踏式脱穀機が発明される。全国に普及して農業の生産性が高まる契機となった[4]。

## 誕生

### 1月
- 1月1日 - 加瀬完、元参議院副議長（+ 1995年）
- 1月2日 - キングスレー・チャールズ・ダナム、地質学者・鉱物学者（+ 2001年）
- 1月5日 - 茶木滋、作詞家 (+ 1998年)
- 1月7日 - 白洲正子、随筆家（+ 1998年）
- 1月7日 - 中山健男、憲法学者（+ 1977年）
- 1月8日 - ガリーナ・ウラノワ、バレリーナ（+ 1998年）
- 1月10日 - ジャン・マルティノン、指揮者（+ 1976年）
- 1月16日 - ヴァルター・シェレンベルク、ナチス・ドイツの親衛隊少将（+ 1952年）
- 1月16日 - ディジー・ディーン、メジャーリーガー（+ 1974年）
- 1月19日 - 高辻正己、官僚・裁判官（+ 1997年）
- 1月19日 - 苅田久徳、プロ野球選手（+ 2001年）
- 1月20日 - 中村輝夫、プロ野球選手（+ 没年不明）
- 1月22日 - 西垣徳雄、プロ野球監督（+ 1989年）
- 1月23日 - ジャンゴ・ラインハルト、ギタリスト（+ 1953年）
- 1月28日 - 井口愛子、ピアノ教育家（+ 1984年）

### 2月
- 2月2日 - アレクサンダー・ウニンスキー、ピアニスト（+ 1972年）
- 2月4日 - 三輪壽雪、日本の陶芸家（+ 2012年）
- 2月9日 - ヴォルフ・フォン・エンゲルハート、地質学者・鉱物学者（+ 2008年）
- 2月12日 - 李秉喆、実業家、サムスングループ創業者（+ 1987年）
- 2月13日 - ウィリアム・ショックレー、物理学者（+ 1989年）
- 2月19日 - 北白川宮永久王、日本の皇族（+ 1940年）
- 2月19日 - 西川鶴三、照明技師（+ 1970年）
- 2月24日 - 山村聡、俳優（+ 2000年）
- 2月26日 - 原駒子、女優（+ 1968年）
- 2月28日 - 大庭秀雄、映画監督（+ 1997年）

### 3月
- 3月5日 - 安藤百福、日清食品創業者（+ 2007年）
- 3月5日 - 植草圭之助、脚本家・小説家（+ 1993年）
- 3月5日 - エンニオ・フライアーノ、作家・ジャーナリスト（+ 1972年）
- 3月8日 - 北川丞、陸軍軍人・爆弾三勇士の一人 (+ 1932年)
- 3月9日 - サミュエル・バーバー、作曲家（+ 1981年）
- 3月11日 - ジャシンタ・マルト、福者（+ 1920年）
- 3月12日 - 大平正芳、大蔵官僚・第68・69代内閣総理大臣（+ 1980年）
- 3月14日 - 村上元三、小説家（+ 2006年）
- 3月21日 - 柳原義達、彫刻家（+ 2004年）
- 3月21日 - 西田修平、陸上競技選手（+ 1997年）
- 3月23日 - 黒澤明、映画監督（+ 1998年）
- 3月24日 - エドゥアルト・シュトラウス2世、指揮者（+ 1969年）
- 3月25日 - マグダ・オリヴェロ、ソプラノ歌手（+ 2014年）
- 3月25日 - 春日一幸、政治家（+ 1989年）
- 3月25日 - 福西基、スーパーセンテナリアン・日本で最高齢だった男性 (+ 2020年)
- 3月27日 - 森茂喜、森喜朗第85、86代内閣総理大臣の父（+ 1989年）
- 3月28日 - ジミー・ドッド (en:Jimmie Dodd)、俳優（+ 1964年）
- 3月28日 - 坊屋三郎、芸人・俳優（+ 2002年）

### 4月
- 4月1日 - 小川正太郎、野球選手（+ 1980年）
- 4月7日 - 斯波四郎、作家（+ 1989年）
- 4月9日 - 白川静、漢文学者（+ 2006年）
- 4月10日 - ポール・スウィージー、経済学者（+ 2004年）
- 4月14日 - スタニスワフ・コワルスキー、世界最高齢の陸上競技選手・スーパーセンテナリアン（+ 2022年）
- 4月15日 - 保田與重郎、文芸評論家（+ 1981年）
- 4月26日 - 田中友幸、映画プロデューサー（+ 1997年）
- 4月27日 - 蔣経国、第6・7代中華民国総統（+ 1988年）
- 4月28日 - 清水宗徳 (神道家)、老荘思想研究家（+ 1988年）

### 5月
- 5月1日 - 恩田清二郎、俳優（+ 1974年）
- 5月3日 - 赤羽末吉、舞台美術作家（+ 1990年）
- 5月5日 - レオ・レオニ、児童文学作家・絵本作家（+ 1999年）
- 5月11日 - 上田幹藏、スーパーセンテナリアン・かつて日本で最高齢であった男性（+ 2022年）
- 5月12日 - ジュリエッタ・シミオナート、メゾソプラノ歌手（+ 2010年）
- 5月12日 - フェリックス・ガリミール、ヴァイオリニスト（+ 1999年）
- 5月13日 - 高田瑞穂、近代文学者、ベストセラーとなった「新釈現代文」著者（+ 1987年）
- 5月14日 - 木全竹雄、プロ野球選手（+ 没年不明）
- 5月16日 - 東伏見慈洽、日本の皇族・華族・僧侶（+ 2014年）
- 5月28日 - 沖ツ海福雄、大相撲の力士・関脇（+ 1933年）

### 6月
- 6月6日 - フリーツィ・ブルガー、フィギュアスケート選手（+ 1999年）
- 6月8日 - ジョン・W・キャンベル、SF作家（+ 1971年）
- 6月10日 - 久野収、思想家（+ 1999年）
- 6月10日 - ハウリン・ウルフ、歌手（+ 1976年）
- 6月10日 - クリストファー・コッカレル、技術者、ホバークラフトの発明者（+ 1999年）
- 6月10日 - 青木幸造、プロ野球選手（+ 没年不明）
- 6月11日 - ジャック＝イヴ・クストー、海洋学者（+ 1997年）
- 6月11日 - カーマイン・コッポラ、音楽家（+ 1991年）
- 6月14日 - ルドルフ・ケンペ、指揮者（+ 1976年）
- 6月16日 - 山本達郎、東洋史学者（+ 2001年）
- 6月17日 - ハーバート・オーエン・リード、作曲家　(+ 2014年)
- 6月22日 - ピーター・ピアーズ、テノール歌手（+ 1986年）

### 7月
- 7月2日 - 真藤恒、実業家（+ 2003年）
- 7月4日 - グロリア・スチュアート、女優（+ 2010年）
- 7月4日 - チャンピオン・ジャック・デュプリー、ブルース・ピアニスト、シンガー（+ 1992年）
- 7月5日 - ロバート・キング・マートン、社会学者（+ 2003年）
- 7月7日 - 伊藤久男、歌手（+ 1983年）
- 7月7日 - 松本白鸚 (初代)、俳優・歌舞伎役者（+ 1982年）
- 7月9日 - 信欣三、俳優（+ 1988年）
- 7月10日 - 井上幸治、歴史学者（+ 1989年）
- 7月14日 - ウィリアム・ハンナ、アニメーター・映画プロデューサー（+ 2001年）
- 7月15日 - 山本薩夫、映画監督（+ 1983年）
- 7月15日 - 藤本真澄、映画プロデューサー・東宝映画初代社長（+ 1979年）
- 7月17日 - 大橋棣、プロ野球選手（+ 2004年）
- 7月28日 - 今日泊亜蘭、SF作家（+ 2008年）
- 7月29日 - 関口恒五郎、柔道家（+ 1988年）

### 8月
- 8月3日 - 伊藤佐喜雄、小説家・翻訳家（+ 1971年）
- 8月11日 - ジョージ・ホーマンズ、社会学者（+ 1989年）
- 8月12日 - ユソフ・ビン・イサーク、シンガポール初代大統領（+ 1970年）
- 8月13日 - 坂井直、陸軍軍人・二・二六事件の参加将校の一人 (+ 1936年)
- 8月25日 - ドロテア・タニング、画家・版画家・彫刻家・作家（+ 2012年）
- 8月25日 - 水木洋子、脚本家（+ 2003年）
- 8月26日 - マザー・テレサ、修道女（+ 1997年）
- 8月27日 - イ・チャヒョン、韓国出身のカナダのスーパーセンテナリアン(カナダの男性歴代2位)、大韓帝国時代生まれの最後の生存者。(+ 2022年)
- 8月28日 - チャリング・クープマンス、経済学者（+ 1985年）

### 9月
- 9月1日 - 宇佐美淳、俳優（+ 1980年）
- 9月1日 - 水谷則一、プロ野球選手（+ 1984年）
- 9月1日 - 近藤ミネ、スーパーセンテナリアン・日本国内最高齢者だった人物（+ 2025年）
- 9月3日 - 名取洋之助、写真家（+ 1962年）
- 9月6日 - 黒柳朝、随筆家（+ 2006年）
- 9月8日 - ジャン＝ルイ・バロー、俳優・演出家（+ 1994年）
- 9月21日 - 中根之、プロ野球選手（+ 没年不明）
- 9月22日 - 宮崎秀吉、世界最高齢の陸上競技選手、センテナリアン（+ 2019年[5]）
- 9月29日 - ヴァージニア・ブルース、女優・歌手（+ 1982年）

### 10月
- 10月1日 - ボニー・パーカー、『ボニーとクライド』で有名な犯罪者カップルのひとり（+ 1934年）
- 10月2日 - 竹内好、中国文学者・文芸評論家（+ 1977年）
- 10月3日 - 小川環樹、中国文学者（+ 1993年）
- 10月4日 - フランキー・クロセッティ、メジャーリーガー（+ 2002年）
- 10月6日 - 牧野直隆、第4代日本高等学校野球連盟会長（+ 2006年）
- 10月8日 - ウィンストン・ヒブラー、脚本家（+ 1976年）
- 10月11日 - 伊達里子、女優（+ 1972年）
- 10月12日 - 大西正男、元郵政大臣（+ 1987年）
- 10月14日 - 倉信雄、プロ野球選手（+ 1945年）
- 10月15日 - エドウィン・O・ライシャワー、歴史家・外交官（+ 1990年）
- 10月17日 - 作江伊之助、陸軍軍人・爆弾三勇士の一人 (+ 1932年)
- 10月19日 - スブラマニアン・チャンドラセカール、天体物理学者（+ 1995年）
- 10月20日 - ミス・ワカナ、漫才師（ミスワカナ・玉松一郎）（+ 1946年）
- 10月25日 - 上島忠雄、UCC上島珈琲創業者・初代社長（+ 1993年）
- 10月25日 - 矢倉玉男、競馬騎手・調教師（+ 没年不明）
- 10月27日 - 渡辺はま子、歌手（+ 1999年）
- 10月28日 - 保坂誠、実業家（+ 1996年）
- 10月29日 - アルフレッド・エイヤー、哲学者（+ 1989年）
- 10月30日 - 第3代ロスチャイルド男爵ヴィクター・ロスチャイルド、銀行家・貴族院議員（+ 1990年）

### 11月
- 11月2日 - 三益愛子、女優（+ 1982年）
- 11月6日 - 鈴木俊一、元東京都知事（+ 2010年）
- 11月7日 - 飯島藤十郎、山崎製パン創業者（+ 1989年）
- 11月10日 - 藤沢武夫、本田技研工業創業者（+ 1988年）
- 11月10日 - 西村幸生、プロ野球選手（+ 1945年）
- 11月15日 - 黒川弥太郎、俳優（+ 1984年）
- 11月21日 - 江上不二夫、生化学者（+ 1982年）
- 11月22日 - 江下武二、陸軍軍人・爆弾三勇士の一人 (+ 1932年)
- 11月25日 - 黒金泰美、元内閣官房長官（+ 1986年）

### 12月
- 12月1日 - アリシア・マルコワ、バレエダンサー（+ 2004年）
- 12月1日 - 白石通教、大日本帝國陸軍軍人(最終階級:陸軍中佐)・宮城事件の犠牲者（+ 1945年）
- 12月13日 - 入矢義高、中国文学研究者（+ 1998年）
- 12月18日 - 臼井ます、スーパーセンテナリアン・日本国内最高齢者だった人物（+ 2025年）
- 12月19日 - ジャン・ジュネ、小説家・戯曲作家（+ 1986年）
- 12月24日 - 南里文雄、トランペット奏者（+ 1975年）
- 12月29日 - ロナルド・コース、経済学者（+ 2013年）

### 設定上の生年月日
- 12月25日 - 優希クロエ、純情のアフィリア

## 死去

### 1月
- 1月5日 - レオン・ワルラス、経済学者（* 1834年）
- 1月17日 - フリードリッヒ・コールラウシュ、物理学者（* 1840年）

### 2月
- 2月5日 - ジェイムズ・ウィリアム・マーシャル、第27代アメリカ合衆国郵政長官（* 1822年）

### 3月
- 3月2日 - 佐々木高行、志士・華族・参議・皇典講究所所長（* 1830年）
- 3月4日 - クヌート・オングストローム、物理学者（* 1857年）
- 3月10日 - カール・ライネッケ、作曲家・ピアニスト・指揮者・教育者（* 1824年）
- 3月15日 - 鍋島茂昌、武雄領主（* 1832年）
- 3月26日 - 安重根、民族主義運動家・暗殺者（* 1879年）
- 3月26日 - オーギュスト・シャルロワ、天文学者（* 1864年）
- 3月27日 - アレキザンダー・アガシー、エンジニア・海洋学者（* 1835年）
- 3月28日 - エドゥアール・コロンヌ、ヴァイオリニスト・指揮者（* 1838年）

### 4月
- 4月1日 - 岩倉具定、貴族院議員・学習院院長・宮内大臣・華族（* 1852年）
- 4月3日 - リヒャルト・アベッグ、化学者（* 1869年）
- 4月10日 - ジョージ・ヘンリー・ウィリアムズ、第32代アメリカ合衆国司法長官（* 1823年）
- 4月12日 - ウィリアム・グラハム・サムナー、学者（* 1840年）
- 4月14日 - ミハイル・ヴルーベリ、画家（* 1856年）
- 4月15日 - 佐久間勉、福井県三方郡八村（現、若狭町）出身、第六潜水艇隊艇長（* 1879年）
- 4月21日 - マーク・トウェイン、作家・小説家（* 1835年）
- 4月22日 - 荻原碌山、彫刻家（* 1879年）
- 4月26日 - ビョルンスティエルネ・ビョルンソン、作家・ノーベル文学賞受賞者（* 1832年）

### 5月
- 5月6日 - エドワード7世、イギリス君主（* 1841年）[6]
- 5月10日 - スタニズラオ・カニッツァーロ、化学者・政治家（* 1826年）
- 5月12日 - ウィリアム・ハギンズ、天文学者（* 1824年）
- 5月22日 - ジュール・ルナール、小説家・詩人・劇作家（* 1864年）
- 5月27日 - ロベルト・コッホ、医師・細菌学者・ノーベル生理学・医学賞受賞者（* 1843年）
- 5月28日 - エーミール・ツッカーカンドル、解剖学者（* 1849年）
- 5月29日 - ミリイ・バラキレフ、作曲家（* 1837年）

### 6月
- 6月5日 - オー・ヘンリー、小説家（* 1862年）
- 6月11日 - 松平容大、軍人・華族・貴族院議員（* 1869年）
- 6月21日 - 税所篤、河内県知事・兵庫県知事・奈良県知事・宮司（* 1827年）
- 6月22日 - マリー・ファン・オラニエ＝ナッサウ、オランダ王族（* 1841年）
- 6月27日 - ギュスターヴ・エミール・ボアソナード、法学者（* 1825年）

### 7月
- 7月3日 - 徳川昭武、水戸藩主・軍人（* 1853年）
- 7月4日 - ジョヴァンニ・スキアパレッリ、天文学者・政治家（* 1835年）
- 7月9日 - カール・ワルサー、ワルサー創設者（* 1860年）
- 7月10日 - ヨハン・ゴットフリート・ガレ、天文学者（* 1812年）
- 7月12日 - チャールズ・ロールズ、ロールス・ロイス共同創業者（* 1877年）
- 7月14日 - マリウス・プティパ、ダンサー・振付師・作家（* 1818年か1822年）
- 7月22日 - 内田正学、小見川藩主・軍人・貴族院議員（* 1847年）
- 7月31日 - ジョン・カーライル、アメリカ合衆国財務長官（* 1834年）

### 8月
- 8月2日 - 井上勝、官僚・華族（* 1843年）
- 8月13日 - フローレンス・ナイチンゲール、看護婦・統計学者・看護教育学者（* 1820年）
- 8月22日 - 竹腰正舊、今尾藩主（* 1851年）
- 8月26日 - 梅謙次郎、法学者（* 1860年）
- 8月26日 - ウィリアム・ジェームズ、哲学者・心理学者（* 1842年）

### 9月
- 9月2日 - アンリ・ルソー、画家（* 1844年）
- 9月7日 - ウィリアム・ホルマン・ハント、画家（* 1827年）
- 9月11日 - 富貴楼お倉、実業家（* 1837年）
- 9月13日 - 曾禰荒助、司法大臣・農商務大臣・大蔵大臣・逓信大臣・韓国統監府統監・華族（* 1849年）
- 9月25日 - 久米部正親、新選組隊士・軍人（* 1841年）
- 9月26日 - トルバルド・ティエレ、数学者・天文学者（* 1838年）
- 9月29日 - ウィンスロー・ホーマー、画家（* 1836年）

### 10月
- 10月1日 - 大和田建樹、詩人・作詞家・古文学者（* 1857年）
- 10月14日 - ジョルジュ・マティアス、ピアニスト・作曲家（* 1826年）
- 10月23日 - ラーマ5世、タイ国王（* 1853年）
- 10月24日 - 山田美妙、小説家・詩人・評論家（* 1868年）
- 10月30日 - アンリ・デュナン、赤十字創設者・ノーベル平和賞受賞者（* 1828年）

### 11月
- 11月5日 - 西尾忠篤、横須賀藩主・花房藩主・華族（* 1850年）
- 11月9日 - マフタ・タウィアオ、マオリ王（* 1854年か1855年）
- 11月13日 - 小林富次郎、ライオン創業者（* 1852年）
- 11月20日 - レフ・トルストイ、小説家（* 1828年）
- 11月23日 - オクターヴ・シャヌート、技術者（* 1832年）

### 12月
- 12月2日 - 郷純造、旗本・幕臣・官僚・貴族院議員・華族（* 1825年）
- 12月2日 - グスタフ・アドルフ・フォン・ゲッツェン、探検家（* 1866年）
- 12月3日 - メリー・ベーカー・エディ、キリスト教徒（* 1821年）
- 12月6日 - 重野安繹、漢学者・歴史家・貴族院議員（* 1827年）
- 12月8日 - 原田一道、軍人・華族（* 1830年）
- 12月11日 - 三浦安、武士・官僚・元老院議官・貴族院議員・東京府知事・宮中顧問官（* 1829年）
- 12月22日 - ダヴィト・ギンヅブルク、東洋学者・貴族（* 1857年）
- 12月24日 - 佐藤百太郎、実業家（* 1853年）
- 12月29日 - レジナルド・ドハティー、テニス選手・パリオリンピック、ロンドンオリンピック金メダリスト（* 1872年）

### 日付不詳
- 日付不詳 - 長與稱吉、医師・華族（* 1866年）
- 日付不詳 - 本多副元、大名・華族（* 1845年）
- 日付不詳 - 山野八十八、新選組隊士（* 1841年）

## ノーベル賞
- 物理学賞 - ヨハネス・ファン・デル・ワールス
- 化学賞 - オットー・ヴァラッハ (Otto Wallach)
- 生理学・医学賞 - アルブレヒト・コッセル (Albrecht Kossel)
- 文学賞 - パウル・フォン・ハイゼ (Paul Johann Ludwig Heyse)
- 平和賞 - 常設国際平和局（国際平和機構）(Permanent International Peace Bureau)